# Брянська площа
Брянська площа — колишня площа між Чечелівкою та Брянською Колонією у місті Катеринослав у 1890—1929 роках.
Виникла в час зведення обох селищ як розмежовуюча лінія між ними. Як пише краезнавець Михайло Шатров:
«Вже в перші роки існування Брянського заводу виросла перша лінія хатиночок, що ніби продовжувала Військову вулицю в напрямку Брянської колонії. Та не дійшла до неї — не дозволило поліційне начальство „чорній кістці“ з'єднатися з „білою“, примусило триматися від неї на значній відстані, обмеживши західну межу Чечелівки сучасною Орловською вулицею.»
За іншими даними даними існування в цій місцині великої площі з проспектом було заплановано ще при розробці планів Катеринослава від 20 березня 1806 р. та 19 квітня 1817 р.
В центрі площі було посаджено акації. Так виник сквер що став називався "Брянською Тверезістю", оскільки ним опікувалось Товариство Тверезості. У 1896 році, в день коронації Миколи 2 -го та його дружини Олександри, тут влаштовувались розваги: забіги в мішку на призи, лови курей та півнів, лазання намазаним дьогтем стовпом тощо.
На південно-західному розі Брянської площі катеринославський купець Міна Копилов збудував казарми для малокваліфікованих робітників заводу.
«У „копилівських казармах“… у нестерпному смороді, вогкості, холоді в зимову пору та задусі влітку жили сотні чорноробів Брянки. Переважна більшість їх — вихідці з Білорусі, як їх називали „могилівці“. Працювали вони на відвантаженні руди, вуглю та флюсів, не розлучаючись ні вдень, ні вночі з вірною помічницею — лопатою, покладаючи під голову замість подушки. Спали не роздягаючись… Важко уявити собі щось жахливіше цього злиденного побуту. Бруд, сперте повітря, паразити не давали жити.»
Навесні 1893 року казарми були знищені пожежею.
«Постраждалих не було, не було й матеріальних збитків, якщо не вважати дрантя, що лишилося на прогнилих нарах. „Копилівці“ не мали жодного майна, лопата — і та заводська. А далекоглядний підрядник, котрому барак за кілька років приніс тисячні прибутки, застрахував його на солідну суму.»
Відтоді до початку 1910 - х років територія де були казарми лишалася незабудованою і звідти розпочинався степ. На північ площа доходила до залізничної колії.
Під час заворушень на Брянському заводі у травні 1898 р. на площі відбулись сутички між робітниками та полцією та військами. У 1903 р. під час загального страйку на площі був бій, в ході якого було вбито і поранено 29 осіб.
4 липня 1905 року натовп робітників намагався проникнути до вокзалу з Брянській площі на мітинг в підтримку повстання на броненосці "Потьомкін", але був зупинений поліцейськими та козаками. Згодом робітників розігнали козаки, що висадилися біля станції Горяйнове.
Восени 1905 року на Брянській площі проводилися масові демонстрації робітників, відбувалися сутички між мітингарями та козаками. 17 жовтня на площі було зведено найбільшу з барикад Чечелівки. В пам'ять про ті події біля станції метрополітену Метробудівників встановлено пам'ятний знак (демонтований у 2016 році, в рамках декомунізації).
Наприкінці 1900 - х років зводяться нові квартали Чечелівки на місці міського вигону, розташованого на південь від Брянської площі.
У 1908 році сквер "Брянської тверезості" було передано катеринославському відділенню Спілки катеринославських робітників, відтоді його стали називати по - московському - "Сокольники".
У 1909 р. поблизу депо муніципального трамваю створюється Чечелівський базар.
У 1911 році розпочато реконструкцію скверу. Після неї у "Сокольниках" були відкриті самодіяльний театр під відкритим небом та естрада.
У 1916 р. на південь від площі було спроектовано міське технічне училище, профінансоване "Товариством російських трубопрокатних заводів "Шодуар". Однак втіленню проекту завадила революція.
У 1917 році в "Сокольниках" йде запис до Червоної гвардії. 28 травня 1917 року в сквері було обрано Катеринославський тимчасовий виконком Червоної гвардії, а 4 червня прийнято статут Червоної гвардії.
У 1920 році під час боїв з військами Врангеля в "Сокольниках", перед робітниками виступав Михайло Калінін.
У 1926 році Брянська площа припинила своє існування: на її місці починають зводити Палац Праці ( згодом Ілліча).